# Волково (Карамышевская волость)
Волково — деревня в Карамышевской волости Псковского района Псковской области России.
Расположена на берегу реки Олешенка, в 10 км к юго-востоку от села Карамышево и в 43 км к востоку от центра города Пскова.

## История
До 1 января 2010 года деревня входила в состав ныне упразднённой Осиновичской волости.

## Население
| 2001 | 2002 | 2010 |
| ---- | ---- | ---- |
| 4    | ↗5   | ↘4   |